# Едоґава Рампо
Едоґава Рампо (яп. 江戸川 乱歩, латиніз.: Edogawa Ranpo) — відомий японський письменник. Його справжнє ім'я Таро Хіраї (яп. 平井 太郎). Едоґава відомий, як творець детективного жанру в Японії. У його романах часто фігурує детектив Коґоро Акечі.
Рампо був шанувальником західних письменників детективного жанру, особливо Едґара Аллана По. Його псевдонім — видозмінене ім'я По. Іншими авторами, які мали на Рампо особливий вплив, були Артур Конан Дойл (якого він перекладав японською під час навчання в універстеті Васеда) та Моріс Леблан.

## Біографія

### До початку Другої світової війни
Таро Хіраї народився в Набарі, префектура Міє, в 1894 році, де його дідусь був самураєм на службі в феодального володіння Цу. Його батько працював торговцем, а також займався юридичною практикою. Сім’я переїхала до теперішнього міста Камеяма, префектура Міє, а звідти до Наґої, коли хлопчику було два роки. У 17 років Хіраї вивчав економіку в університеті Васеда (Токіо). Закінчивши університет з дипломом економіки в 1916 році, він працював на різних роботах, зокрема редагував газети, малював зображення для журналів, продавав на вулицях локшину соба й працював у букіністичній крамниці.
У 1923 році він дебютував у літературі, опублікувавши детективне оповідання “Мідна монета у два сени” (二銭銅貨, Ni-sen dōka) під псевдонімом “Рампо Едоґава” (якщо промовляти швидко, японською цей гумористичний псевдонім дуже схожий на ім’я американського новатора детективної літератури Едґара Аллана По, яким письменник захоплювався). Оповідання опублікували в Shin Seinen, популярному журналі, розрахованому переважно на підліткову авдиторію. Раніше в Shin Seinen публікували оповідання різних західних авторів, зокрема По, Конан Дойла та Честертона, й Едоґава став першим японським автором, чий детективний твір там з’явився. Дехто помилково називав це оповідання першим твором сучасної японської детективної літератури, проте ще задовго до того, як Едоґава дебютував у літературі в 1923 році, твори ряду інших сучасних японських письменників, таких як Руїко Куроїва, Кідо Окамото, Джюн’їчіро Танідзакі, Харуо Сато та Кайта Мураяма, були пов'язані з пригодами, химерними інтригами й гротеском, а також мали елементи розслідувань, таємниці та злочину. У дебютному оповіданні Рампо “Мідна монета у два сени” критиків вразило те, що твір зосереджувався на використанні логічних міркувань для розгадування таємниці, в той час як сама історія була тісно пов’язана з японською культурою. В оповіданні наводиться детальний опис хитромудрого коду, заснованого на буддійському піснеспіві, відомому як “нембуцу”, а також японському шрифті Брайля.
Протягом наступних кількох років Едоґава написав низку інших оповідань, присвячених злочинам та процесу їхнього розкриття. Серед цих творів є ряд історій, що сьогодні вважаються класикою японської літератури початку 20 століття: “Справа про вбивство на Пагорбі Д.” (D坂の殺人事件, D-zaka no satsujin jiken, січень 1925), що оповідає про жінку, вбиту під час садомазохістського позашлюбного зв’язку; “Той, що бродить горищем” (屋根裏の散歩者, Yane-ura no Sanposha, серпень 1925), у якому йдеться про чоловіка, який убиває сусіда в токійському пансіонаті, засипаючи йому до рота отруту через отвір на горішньому поверсі; та “Людина-крісло”  (人間椅子, Ningen Isu, жовтень 1925), про чоловіка, який ховається всередині крісла, щоб відчувати тіла людей, які на нього сідають. У багатьох ранніх творах Рампо також фігурують дзеркала, лінзи чи інші оптичні елементи, зокрема в “Дзеркальному пеклі”.
Попри те, що багато ранніх творів Едоґави описували розслідування та процес розкриття на перший погляд нерозв'язних злочинів, у 1930-х роках письменник почав усе частіше звертатися до сюжетів, що містили в собі поєднання, яке часто називають “ero guro nansensu” ("eroticism, grotesquerie, and the nonsensical” — еротизм, гротескність, абсурдність). Це допомогло йому продавати свої твори публіці, що дедалі охочіше читала його роботи. У таких творах часто простежуються елементи того, що в тогочасній Японії називали “сексуальною перверсією” (変態性欲, hentai seiyoku). Наприклад, значна частина сюжету роману “Демон самотнього острова” (孤島の鬼, Kotō no oni), що публікувався з січня 1929 по лютий 1930 в журналі “Ранкове сонце” (朝日, Asahi), оповідає про гомосексуального лікаря та його захоплення іншим головним персонажем.
До 1930-х років Едоґава регулярно публікувався у великих літературних журналах та став провідним голосом японської детективної прози. Детектив Коґоро Акечі, який уперше з’явився в “Справі про вбивство на Пагорбі Д.”, став постійним персонажем творів Рампо, у багатьох з яких він протистоїть підступному злочинцю, відомому як Демон з двадцятьма обличчями  (怪人二十面相, Kaijin ni-jū mensō), який володіє неймовірною здатністю маскуватися та залишатися непоміченим. Згодом деякі з цих романів було екранізовано. У романі 1930 року з’явився юнак Кобаяші Йошіо (小林芳雄), який став помічником Коґоро. У повоєнний період Едоґава написав серію романів для юних читачів, у яких Коґоро та Кобаяші очолювали групу під назвою “Клуб хлопців-детективів” (少年探偵団, Shōnen tantei dan). Ці твори досі залишаються популярними серед багатьох юних японських читачів, подібно до того, як серії “Брати Гарді” або “Ненсі Дрю” є популярними детективними історіями для підлітків в англомовному світі.

### У роки Другої світової війни
У 1939, через два роки після інциденту на мосту Марко Поло й початку Японсько-китайської війни (1937), Едоґава отримав указ від урядової цензури вилучити оповідання “Гусінь” (芋虫, Imo Mushi), надруковане кілька років тому, зі збірки оповідань, що перевидавало видавництво Shun'yōdō. “Гусінь” оповідає про ветерана, якому внаслідок війни паралізувало кінцівки так, що він став не більше, ніж людською “гусеницею”, нездатною говорити, рухатися або самостійно жити. Цензура заборонила оповідання, вважаючи, що воно відверне увагу від поточних військових дій. Це стало ударом для Рампо, який розраховував на гонорари від перевидань як на джерело доходу. Пізніше "Гусінь" надихнула режисера Коджі Вакамацу, який зняв на його основі фільм, що змагався за “Золотого ведмедя” на 60-му Берлінському кінофестивалі.
Протягом Другої світової війни, особливо під час початку повномасштабної війни між Японією та США в 1941 році, Едоґава брав активну участь у діяльності місцевої сусідської організації. Він написав низку оповідань, присвячених поточних воєнним подіям, про юних детективів та слідчих. Більшість цих творів він писав під різними псевдонімами, щоб відмежуватися від своєї творчої спадщини. У лютому 1945 року сім’ю Рампо евакуювали з будинку в Ікебукуро, Токіо, до Фукушіми на півночі Японії. Едоґава залишався там до червня, потерпаючи від недоїдання. Велику частину Ікебукуро було зруйновано внаслідок нальотів Антигітлерівської коаліції та подальших пожеж, що спалахнули в місті, але склад із товстими земляними стінами, який Рампо використовував як свою студію, вцілів, та досі стоїть поруч з кампусом університету Ріккьо.

### Повоєнний період
У повоєнний період Едоґава присвятив себе популяризації детективної літератури, досдіджуючи її історію та заохочуючи писати нових авторів. У 1946 році він підтримав новий журнал під назвою “Коштовності” (宝石, Hōseki), присвячений детективній прозі, та в 1947 році заснував “Клуб письменників детективів” (探偵作家クラブ, Tantei Sakka Kurabu), що в 1963 році отримав нову назву — “Спілка японських письменників детективів” (日本推理作家協会, Nihon Suiri Sakka Kyōkai). Крім того, Рампо написав велику кількість статей про історію японської, європейської та американської літератур детективного жанру. Багато цих есе було опубліковано у вигляді книг. Крім есеїстики, значну частину повоєнного літературного доробку Едоґави складали романи для юних читачів, головними героями яких виступали Коґоро Акечі та “Клуб хлопців-детективів”.
У 1950-х роках Рампо у співпраці з двомовним перекладачем п’ять років працював над перекладом своїх творів англійською мовою, опублікованих під назвою “Japanese Tales of Mystery and Imagination” (Японські оповіді таємниць та уяви) від видавництва Tuttle. Оскільки перекладач міг говорити японською, але не вмів читати, а Едоґава – читати, але не писати англійською, переклад здійснювався на слух: Рампо читав уголос кожне речення, а потім перевіряв написане англійською.
Ще одним інтересом письменника, особливо наприкінці 1940-1950-х років стало привернення уваги до творчості свого близького друга Джюн’їчі Івати (1900-1945), антрополога, який багато років досліджував історію гомосексуальності в Японії. У 1930-х роках Едоґава та Івата вирішили влаштувати дружнє змагання, щоб з'ясувати, хто з них знайде більше книг про еротичний потяг між чоловіками. Едоґава шукав книжки, видані на Заході, тоді як Івата зосередився на тих, що пов'язані з Японією. Івата помер у 1945 році, опублікувавши лише частину своєї роботи, тому Рампо продовжив працювати, щоб видати решту праць з ґей-історіографії.
У повоєнний період велику кількість книг Едоґави було екранізовано. Інтерес кінематографістів до творів письменника зберігся й після його смерті. Едоґава, який мав різні проблеми зі здоров'ям, зокрема атеросклероз та хворобу Паркінсона, помер від крововиливу в мозок у себе вдома в 1965 році. Його могила знаходиться на кладовищі Тама в Фучю, поблизу Токіо.
Премія Едоґави Рампо (江戸川乱歩賞, Edogawa Ranpo Shō), названа на його честь, є японською літературною премією, яка щорічно присуджується Спілкою японських письменників детективів з 1955 року. Переможець отримує винагороду у розмірі 10 мільйонів єн та право публікуватися у видавництві Kodansha.